# Sydney River
Sydney River är ett vattendrag i Kanada.   Det ligger i provinsen Nova Scotia, i den östra delen av landet, 1 200 km öster om huvudstaden Ottawa. Sydney River ligger på ön Kap Bretonön.
I omgivningarna runt Sydney River växer i huvudsak blandskog. Runt Sydney River är det ganska glesbefolkat, med 34 invånare per kvadratkilometer.